# Stephanomeria fluminea
Stephanomeria fluminea là một loài thực vật có hoa trong họ Cúc. Loài này được Gottlieb miêu tả khoa học đầu tiên năm 1999.